# کوروووکا
کوروووکا (به لهستانی:  Kuryłówka) یک روستا در لهستان است که در گمینا کوروووکا واقع شده‌است.
 کوروووکا  ۱٬۶۷۴ نفر جمعیت دارد.